# Volodymir Hustov
Volodymyr Gustov (Ucrania: Володимир Юрійович Густов; Kiev, Ucrania, 15 de febrero de 1977) es un ciclista que fue profesional de 2000 a 2012. Actuó principalmente como gregario.

## Biografía
Debutó como profesional en 2000 con el equipo italiano Fassa Bortolo. En el Tour de Romandía de 2002, Gustov fue cazado con un nivel de hematocrito por encima del 50%, límite permitido, lo que podía indicar el uso de dopaje, siendo suspendido por quince días. Sin embargo, a mediados de mayo, el equipo Fassa Bortolo anunció que podría correr de nuevo. Tras las pruebas realizadas en un laboratorio acreditado por la Unión Ciclista Internacional, se comprobó que su alto nivel de hematocrito se había producido de manera fisiológica, quedando descartado por tanto el dopaje como causa. Corrió en el equipo italiano hasta 2005.
Para la temporada 2006, su excompañero Ivan Basso le recomendó para correr junto a él en el equipo danés Team CSC. Después de ser seleccionado en el CSC para el Tour de Francia 2008, trabajó para Carlos Sastre y los hermanos Frank y Andy Schleck, haciendo una gran labor como gregario, por ejemplo en los Pirineos y en los Alpes. Al final Carlos Sastre ganó la general de la ronda gala, conquistando el maillot amarillo. Esa temporada, 2008, sería la última de ambos en el CSC.
Para la temporada 2009, pasó al recién creado equipo canadiense Cervélo junto a Carlos Sastre, y luego de dos años en sus filas, la fusión del equipo con el Garmin, llevó a que Gustov debiera buscar equipo para la temporada 2011, volviendo a su exequipo el CSC, llamado entonces Saxo Bank Sungard.

## Palmarés
1997 (como amateur)
- 3.º en el Campeonato de Ucrania Contrarreloj

1999 (como amateur)
- Trofeo Alcide Degasperi
- Piccolo Giro de Lombardía

2000
- 2.º en el Campeonato de Ucrania en Ruta

2003
- Regio-Tour

## Resultados en Grandes Vueltas y Campeonatos del Mundo
| Carrera         | Carrera         | 2000 | 2001 | 2002 | 2003 | 2004  | 2005  | 2006 | 2007 | 2008 | 2009 | 2010 | 2011 | 2012 |
| --------------- | --------------- | ---- | ---- | ---- | ---- | ----- | ----- | ---- | ---- | ---- | ---- | ---- | ---- | ---- |
|                 | Giro de Italia  | —    | —    | —    | —    | 102.º | 93.º  | 62.º | 69.º | —    | 54.º | 61.º | 72.º | 63.º |
|                 | Tour de Francia | —    | —    | 40.º | Ab.  | —     | 104.º | —    | —    | 44.º | 45.º | 34.º | —    | —    |
|                 | Vuelta a España | 44.º | —    | —    | 64.º | 97.º  | —     | 54.º | 35.º | 44.º | —    | —    | 81.º | —    |
| Mundial en Ruta | Mundial en Ruta | —    | —    | —    | 59.º | 54.º  | —     | —    | —    | —    | —    | —    | —    | —    |

—: no participa
Ab.: abandono

## Equipos
- Fassa Bortolo (2000-2005)
- Team CSC (2006-2008)
- Cervélo Test Team (2009-2010)
- Saxo Bank (2011-2012)
  - Saxo Bank Sungard (2011)
  - Saxo Bank-Tinkoff Bank (2012)